# Gymnurechinus
Il gimnurechino (gen. Gymnurechinus) è un mammifero estinto appartenente agli erinaceomorfi. Visse tra il Miocene inferiore e l'inizio del Miocene superiore (circa 17 - 10 milioni di anni fa) e i suoi resti fossili sono stati ritrovati in Africa orientale. 

## Descrizione
I fossili di questo animale mostrano che il suo aspetto era piuttosto simile a quello delle attuali gimnure (gen. Echinosorex) piuttosto che agli attuali ricci veri e propri (gen. Erinaceus e Paraechinus). Le dimensioni erano relativamente grandi, e poteva raggiungere circa 25 centimetri di lunghezza, con un cranio di circa 5 centimetri. Tra le caratteristiche più notevoli di Gymnurechinus vi era il collo, piuttosto allungato e forte, con grandi inserzioni per possenti muscoli lungo la colonna vertebrale. La coda era corta, mentre le zampe erano relativamente slanciate.

## Classificazione
Gymnurechinus (il cui nome richiama sia le gimnure che i veri ricci) era un tipico insettivoro appartenente agli erinaceomorfi, il grande gruppo di insettivori di cui fanno parte ricci. Era probabilmente imparentato con i ricci veri e propri, ma possedeva alcune caratteristiche distintive che richiamano le gimnure. Tra le specie più note, da ricordare Gymnurechinus camptolophus, i cui resti fossili sono stati ritrovati nel giacimento di Rusinga (Kenya) in strati del Miocene inferiore, e G. leakeyi del Miocene superiore.

## Paleobiologia
Gymnurechinus possedeva una morfologia scheletrica ben distinta dai ricci attuali, e ciò indica che probabilmente il modo di vita si discostava molto da questi ultimi. I ricci, ad esempio, possiedono una muscolatura specializzata che permette loro di appallottolarsi e di trasformarsi in palle spinose, a scapito della muscolatura del collo, molto ridotta. Gymnurechinus, con la sua muscolatura cervicale molto sviluppata, era invece incapace di appallottolarsi. 